# عکاوی
عکاوی (عربی: جبنة عكاوي) یک پنیر نمکی سفید که منشاء آن شهر عکا بوده است. این پنیر معمولاً با شیر گاو پاستوریزه شده تهیه می‌شود اما می‌تواند با شیر بز یا گوسفند نیز تهیه شود. این بنیر به‌طور گسترده در خاورمیانه خاصا کشورهای عربی به طور شاخص درفلسطین، لبنان، سوریه، اردن و قبرس تهیه می‌شود. در این نواحی مردم معمولاً آن را در شیرینی کنافه ( پس از شوری زدایی) و یا با نان لواش در طول ناهار و شام مصرف می‌شود.

## بافت و مزه
دارای رنگ سفید و بافت نرمی است و دارای شوری خفیفی است. معمولاً به‌ عنوان یک پنیر روی به تنهایی یا به همراه میوه مصرف می‌شود. بافت آن قابل مقایسه با موتزارلا و پنیر فتا قابل مقایسه است.